# جان فيري
جان فيري (بالفرنسية: Jean Ferry)‏ هو كاتب وكاتب سيناريو فرنسي، ولد في 16 يونيو 1906 في Capens ‏ في فرنسا، وتوفي في 5 سبتمبر 1974 في كريتاي في فرنسا.

## وصلات خارجية
- جان فيري على موقع IMDb (الإنجليزية)
- جان فيري على موقع ألو سيني (الفرنسية)
- جان فيري على موقع أول موفي (الإنجليزية)
- جان فيري على موقع قاعدة بيانات الأفلام السويدية (السويدية)
- جان فيري على موقع قاعدة بيانات الفيلم (الإنجليزية)
- جان فيري على موقع كينوبويسك (الروسية)